# مولاس

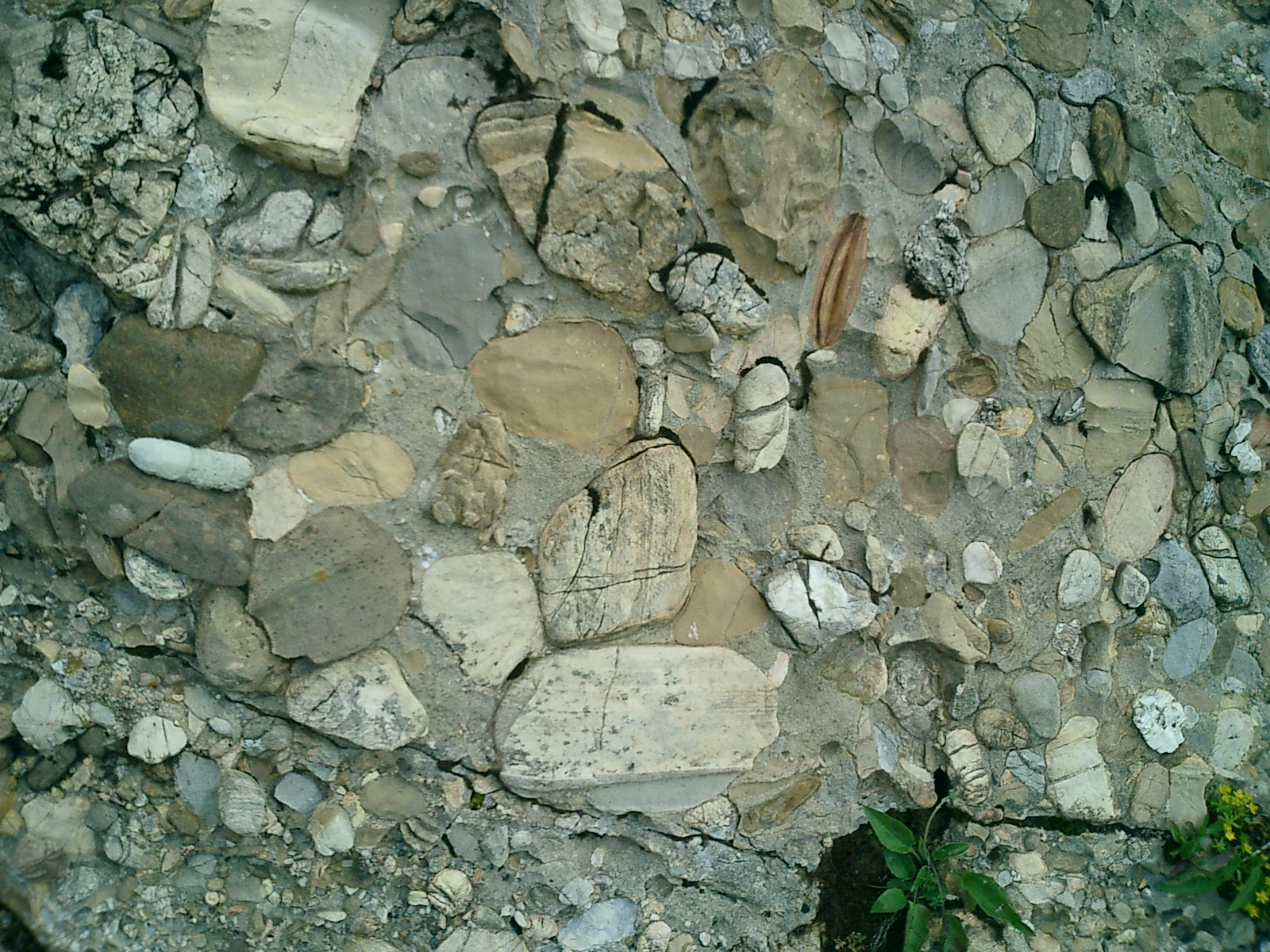
رسوبات مولاس در کوه‌های آلپ

مولاس (انگلیسی: Molasse) به انواعی از ماسه‌سنگ، شیل و کنگلومرا گفته می‌شود که در محیط‌های خشکی یا نهشته‌های دریایی کم‌عمق در مجاورت رشته‌کوه‌های در حال بالاآمدن تشکیل می‌شود. نهشته‌های مولاس در یک حوضه پیش‌بوم و به‌ویژه بر روی نهشته‌هایی مانند فلیش انباشته می‌شوند؛ مانند مولاس‌های باقی‌مانده از بالاآمدگی زمین‌ساختی کوه‌های آلپ فرسایش کوه‌های هیمالیا. این نهشته‌ها در مقایسه با رسوبات فلیش دریاهای ژرف، معمولاً از نوع رسوبات رودخانه‌ای و آبرفت‌های غیردریایی مناطق پست هستند. با توقف فرایند کوه‌زایی یا فرسایش و تسطیح کوهستان، رسوب‌گذاری مولاس نیز متوقف می‌شود.